# Anders Råå
Anders Olsson Råå, död troligen 1707 eller 1708 i Sövde, Blentarps socken, Malmöhus län, var en svensk bildhuggare.  

## Biografi
Han var gift med Marna Råå och far till bildhuggarna Alexander, Ola och Petter Råå. Han är troligen identisk med en Anders Raae som 1686 fick betalt för att i Köpenhamn lära upp en elev till bildhuggare. Man vet med säkerhet att han vistades i Malmö 1688–1891 och i Sövde 1698–1706. Hans tid i Malmö kantades av ett flertal stämningar för ej betalda skulder som tyder på att utkomsten där inte var stor medan han i Sövde syns ha blivit flitigt anlitad såväl för nya arbeten som reparationer av kyrkligt bildhuggeri. Hans första kända arbete är ett kungligt vapen som han utförde för Stora Köpinge kyrka 1689. På grund av Roskildefreden var det många kyrkor i de nyförvärvade provinserna som skulle förses med nya kungliga vapen och detta var en säker inkomstkälla för Råå. Bland hans övriga arbeten märks altarskrank till Vallby, Gladsax och Tommarps kyrkor, predikstol med baldakin för Tosterups kyrka och ramar med Bilthuggeriwärck till skrifterna över Karl XI:s begravning och segern vid Narva för ett tiotal skånska kyrkor.